# Mahoua S. Bakayoko
Mahoua Soumahoro, née le 6 mai 1969 à Abidjan, est une écrivaine ivoirienne,,,.

## Biographie
Mahoua Soumahoro est née le 6 mai 1969 à Abidjan. Elle a fait, son baccalauréat au lycée Mamie Adjoua de Yamoussoukro, elle fait des études littéraires à l'université d'Abidjan en lettres modernes.
Elle enseigne pendant une décennie avant de rejoindre son époux dans ses fonctions diplomatiques. Avec des affectations successives liées aux contraintes diplomatiques, elle découvre la réalité de l’immigration clandestine. Cela lui donnera de la matière pour écrire ses romans.
Une dizaine d'années après, à son retour en Côte d'Ivoire, elle embrasse une carrière de romancière, avant de devenir éditrice,,.
À l'occasion du 25e anniversaire de la Chaire UNESCO de la Culture de la Paix à Abidjan, elle a été honorée en tant qu'Ambassadrice de la Culture de la Paix,,.En décembre 2023, elle a également été récipiendaire du 2e Prix d'Excellence Alassane Ouattara dans la catégorie Littérature pour l'édition 2023.

## Publications
- La rébellion de Zantigui (Les éditions Barrow, 2019), Roman[13],[14].
- Sous le joug d’un dangadéh (Les Éditions Barrow, 2019), Roman[14],[15].
- On me l’a ôté (Les Éditions Barrow, 2019) Roman[16].
- Tounghan ou les écueils de l’immigration Tome 1(Les Éditions Barrow, 2019) , nouvelles[17],[18].
- Tounghan ou les écueils de l’immigration Tome2 ( Les Éditions Barrow, 2020), nouvelles[19].
- Tounghan ou les écueils de l’immigration Tome 3 ( Les Éditions Barrow, 2020 )[20],[21].
- Chroniques étranges d’Afriki Tome 1 (Les Éditions Barrow, 2018) nouvelles[22],[23].
- Chroniques étranges d’Afriki Tome2 (Les Éditions Barrow, 2020) nouvelles[24],[25].
- Le fruit de l’honnêteté (jeunesse)[26].

- Mansa Djouroutabali, le roi qui ne voulait rien devoir à personne[27],[28],[29],[30].
- Le salaire de l’ingratitude (jeunesse) , les éditions barrow 2022
- Le Barrow de Mahoua 1 , (Chroniques) Les éditions Barrow 2023

## Distinctions
- Ambassadrice de la Chaire Unesco pour la Culture de la Paix[10],[9];
- 2e Prix d'Excellence Alassane Ouattara dans la catégorie Littérature pour l'édition 2023[12].

## Famille
Mahoua Soumahoro épouse Bakayoko est mariée et mère de trois enfants.